# Festsetzungsverjährung
Die Festsetzungsverjährung ist eine Form der Verjährung im deutschen Steuerrecht. Ist die Festsetzungsverjährung eingetreten, kann das Finanzamt einen Steuerbescheid nicht mehr erlassen, nicht mehr ändern und nicht mehr aufheben.  
Sie muss von der Zahlungsverjährung eines bereits festgesetzten Steueranspruchs (§ 47 Abgabenordnung) unterschieden werden.
Die Festsetzungsfrist beträgt bei Verbrauchsteuern ein Jahr, vier Jahre bei allen anderen Steuern mit Ausnahme von Einfuhr- und Ausfuhrabgaben (§ 169 Abgabenordnung). Sie beginnt mit Ablauf des Jahres, in dem die Steuer entstanden ist: Wenn eine Steuererklärung oder -anmeldung abzugeben ist, beginnt die Frist mit Ablauf des Jahres, in dem die Erklärung/Anmeldung abgegeben wurde. Die Anlaufhemmung beträgt maximal drei Jahre (§ 170 Abgabenordnung); in Fällen von Steuerhinterziehung verlängert sich die Festsetzungsfrist auf 10 Jahre, bei leichtfertiger Steuerverkürzung auf 5 Jahre. 
Bei den Einfuhr- und Ausfuhrabgaben gilt nach Art. 221 Abs. 3 Zollkodex 1992 eine dreijährige Festsetzungsfrist.
Es gibt eine Vielzahl von Gründen, die die Festsetzungsverjährung hemmen, darunter Betriebsprüfungen und Rechtsbehelfsverfahren sowie eine noch nicht abgelaufene Verfolgungsverjährung (§ 171 Abgabenordnung).